# 439
439（四百三十九、四三九、よんひゃくさんじゅうく、よんひゃくさんじゅうきゅう）は、自然数また整数において、438の次で440の前の数である。

## 性質
- 439は85番目の素数であり、1つ前は433、次は443。
  - 約数の和は440。
- 439 = 439 + 0 × i (iは虚数単位)
  - a + 0 × i (a > 0) で表される43番目のガウス素数である。1つ前は431、次は443。
- 26番目の陳素数でない素数である。1つ前は433、次は457。
- 43…39 の形の最小の素数である。次は4339。(オンライン整数列大辞典の数列 A177489)
- 末尾の2桁が39の3番目の素数である。1つ前は239、次は739。(オンライン整数列大辞典の数列 A268858)
- 3つの連続する素数の和で表せる34番目の数である。1つ前は425、次は457。
439 = 139 + 149 + 151
  - 3つの連続する素数の和が素数になる18番目の数である。1つ前は349、次は457。
- 9個の連続する素数の和で表せる11番目の数である。1つ前は401、次は479。
439 = 31 + 37 + 41 + 43 + 47 + 53 + 59 + 61 + 67
  - 9個の連続する素数の和が素数になる3番目の数である。1つ前は401、次は479。
- 439 + 934 = 1373
  - 439を逆順に並べた934を加えると1373と素数になる。素数において逆順に並べた数を加えても素数になる9番目の数である。1つ前は281、次は443。(オンライン整数列大辞典の数列 A061783)
- 1/439 は循環節の長さは219の循環小数である。
  - 逆数が循環小数になる数で循環節が219になる最小の数である。次は878。
  - 循環節が n になる最小の数である。1つ前の218は13119469、次の220は641。(オンライン整数列大辞典の数列 A003060)
- 各位の和が16になる19番目の数である。1つ前は394、次は448。
- 439 = 43 + 53 + 53 + 53
  - 4つの正の数の立方数の和で表せる107番目の数である。1つ前は435、次は441。(オンライン整数列大辞典の数列 A003327)
- 173 = 83 − 82 − 8 − 1
  - n = 8 のときの n3 − n2 − n − 1 の値とみたとき1つ前は286、次は638。(オンライン整数列大辞典の数列 A083074)

## その他 439 に関連すること
- 西暦439年
- 紀元前439年